# Ignatius Maloyan
Ignatius, Ignatios ou Ignace Maloyan (en arménien Իգնատիոս Մալոյան est un archevêque catholique arménien. Assassiné le 11 juin 1915 près de Diyarbakır lors du génocide arménien, il est vénéré comme bienheureux et martyr par l'Église catholique. 
De son vrai nom Choukrallah Maloyan, il naît le 19 avril 1869 à Mardin, dans l'Empire ottoman. Il est ordonné prêtre à 27 ans, le 6 août 1896, au couvent arménien de Bzommar au Liban sous le nom d'Ignace, en référence au saint martyr d'Antioche. Il est ensuite envoyé en mission en Égypte, à Alexandrie, en 1897, puis à Constantinople en 1904. Il est élu archevêque arménien catholique de Mardin (it) le 21 octobre 1911. 
Il diffuse dans les paroisses la dévotion au Sacré-Cœur de Jésus, mais à la pauvreté matérielle et spirituelle de son diocèse s'ajoutent bientôt les persécutions turques contre les Arméniens. Ignatius Maloyan exhorte ses fidèles à rester fermes dans la foi et à prier. Lors du génocide arménien, il est traîné devant un tribunal, torturé et assassiné le 11 juin 1915 près de Diyarbakır après avoir refusé à plusieurs reprises d'embrasser l'islam.
Il est vénéré comme bienheureux et martyr par l'Église catholique. Lors de sa béatification en 2001, le pape Jean-Paul II explique que « Monseigneur Ignace Maloyan, mort martyr à l'âge de 46 ans, nous rappelle le combat spirituel de tout chrétien ». Sa canonisation est programmée pour le 19 octobre 2025. 